# Orejovsk
Orejovsk es un asentamiento urbano en el distrito de Orsha, Vitebsk región de Bielorrusia, en la orilla del lago Orejov, acerca de la fuente del río Orshitsa. A los 27 km de Orchies, a 10 km de la estación de tren de Orsha Hlyustsina línea de Smolensk (Rusia), carreteras y vinculados a Orsha Vitebsk. Población de 2396 personas. (2017).

## Historia
Surgió en el siglo XX. como un asentamiento de fábrica Idritsa Idritsa en el tracto cerca del pueblo del distrito de Nueces Orsha en relación con la construcción de la planta de destilación de la madera seca. Tras el cierre de la planta en 1917, el pueblo de tipo rural. Desde 1924 en el distrito de Orsha. Desde el inicio de la construcción de los GRES pueblo bielorruso se fusionó con las nueces pueblo y en 1938 se convirtió en un pueblo de trabajo denominado Tornillos-Idritsa. Durante la Segunda Guerra Mundial casi completamente destruida. Desde 1946, el municipio de Orejovsk. En 1946-1956 gg. Orejov centro del distrito.

## La población
- 2006 - 3,1 mil personas.
- 2010 - 2,8 mil personas.
- 2016 - 2402 personas.
- 2017 - 2396 personas.

## Economía
BelGRES, la alimentación y la industria ligera.

## Monumentos
- Iglesia de la Trinidad
- Manor Hlyustsinyh

## Celebridades
- Lingüista Anna Martynavna Bazylenko bielorruso
- El físico Samuel B. Kormer Soviética
- Ma'in Ivanovna Artishevsky-Erusalimchyk (nacido en mil novecientos treinta y tres.) - arquitecto y escritor bielorruso.

En Orekhovskaya esta enterrado el profesor Peter Sharipov (1942-2013).